# Laura Ong
Laura Ong (Ivry-sur-Seine, 30 aprile 1989) è una pallavolista francese.
Gioca nel ruolo di libero nel Le Cannet.

## Carriera
La carriera di Laura Ong inizia nel 1999 quando entra nelle giovanili dell'Aix Université Club per poi passare nel 2005 in quelle dell'Institut Fédéral de Volley-ball di Tolosa; in questo periodo fa parte del nazionali giovanili francesi.
Esordisce nel massimo campionato francese nella stagione 2007-08 con il Pays d'Aix Venelles Volley-Ball; nel 2008 ottiene le prime convocazioni nella nazionale maggiore. Nell'annata 2008-09 si accasa al Racing Club de Cannes, club con cui, in due stagioni, vince due scudetti e due Coppe di Francia.
Nella stagione 2010-11 torna nuovamente alla società di Venelles, dove resta per cinque annate, per poi accasarsi al Le Cannet nell'annata 2015-16, sempre in Ligue A.

## Palmarès

### Club
- Campionato francese: 2

2008-09, 2009-10
- Coppa di Francia: 2

2008-09, 2009-10